# Karl Gotch
Karl Istaz (Anversa, 3 agosto 1924 – Tampa, 28 luglio 2007) è stato un wrestler e lottatore belga.
È noto per essere stato sotto contratto con la WWE, quando questa si chiamava ancora World Wide Wrestling Federation, con il ring name di Karl Gotch. In Giappone veniva chiamato "God of Wrestling". È stato definito da molti il più grande shoot wrestler di sempre.

## Carriera
Karl Gotch eccelleva nel wrestling amatoriale e ottenne grande successo sotto il nome di Charles Istaz quando partecipò ai Giochi olimpici di Londra 1948 nella lotta greco-romana. Gotch è stato allenato anche da maestri indiani. La carriera di Istaz nel wrestling iniziò nel 1955 quando debuttò con il nome di Karl Krauser in Europa. Nel 1959 emigrò negli Stati Uniti.
Nel 1961, adottò il ring name di Karl Gotch. Ottenne il suo primo titolo sconfiggendo Don Leo Jonathan per l'AWA World Heavyweight Championship. Gotch tenne il titolo per più di due anni, prima di perderlo contro Lou Thesz.
Gotch ebbe anche una faida con Buddy Rogers per l'NWA World Heavyweight Championship. Secondo delle voci, Rogers non volle combattere il match valevole per il titolo a causa dello stile troppo "shoot" di Gotch; quest'ultimo, venutolo a sapere, andò nel backstage e provocò una rissa con Rogers, in cui Buddy venne infortunato.
Ebbe una breve permanenza nella World Wide Wrestling Federation che durò dall'agosto 1971 al febbraio 1972. Il 6 dicembre 1971, in coppia con Rene Goulet, vinse il WWWF World Tag Team Championship sconfiggendo Luke Graham e Tarzan Tyler in un best-two-out-of-three-fall match al Madison Square Garden di New York. Persero i titoli il 1º febbraio 1972 contro Mikel Scicluna e King Curtis.
Gotch lasciò gli Stati Uniti poco dopo per andare in Giappone. Nel primo show in assoluto della New Japan Pro-Wrestling si scontrò con il proprietario Antonio Inoki, sconfiggendolo. Il suo ultimo incontro fu il 1º gennaio 1982, in cui perse contro Akira Maeda. In seguitò lavorò diventando un booker e allenatore della NJPW, allenando persino Satoru Sayama (che diverrà famoso come il primo Tiger Mask).

## Valore e influenza
Nella sua lunga carriera Gotch ha lottato in tutto il mondo, nonostante non abbia mai avuto una carriera piena di allori. Per il suo stile estremamente shoot, troppo vicino alla lotta vera, non ha mai fatto match di altissimo valore se non negli ultimi anni di carriera, contro leggende del calibro di Antonio Inoki, Lou Thesz o Billy Robinson. Ad ogni modo, la maggior parte dei suoi match sono andati perduti ed è molto difficile recuperarli.
Lo stile molto shoot di Gotch ha impressionato molto Antonio Inoki, che decise di usarlo e di imporlo nei primi anni della NJPW. Karl Gotch si può considerare, insieme a Bruce Lee e lo stesso Inoki, uno dei fondatori del concetto delle moderne MMA. Gotch è stato innovatore del German suplex e del Cradle piledriver; nonostante non abbia vinto molti titoli, il suo valore di wrestler viene comunque riconosciuto da tutti, ed è stato inserito nella Wrestling Observer Newsletter Hall of Fame e nella Professional Wrestling Hall of Fame.

## Vita privata
Gotch nacque ad Anversa, in Belgio. All'età di quattro anni, si trasferì ad Amburgo. Qui iniziò a praticare lotta greco-romana. Gotch, durante la seconda guerra mondiale, venne deportato nei campi di concentramento, ma riuscì a sopravvivere grazie anche alla sua grande forza che gli derivava dalla lotta. Morì il 28 luglio 2007 a Tampa, in Florida, lasciando una moglie e un figlio.

## Nel wrestling
- Mosse finali
  - Gotch Piledriver (Cradle piledriver)
  - Gotch Special (Chickenwing with headscissors)
- Mosse caratteristiche
  - German Suplex
  - Bow and arrow stretch
  - Cross armbar
  - Cross kneelock
  - Crossface chickenwing
  - Underhook suplex

## Titoli e riconoscimenti
- American Wrestling Alliance (Ohio)
  - AWA World Heavyweight Championship (1)
- New Japan Pro-Wrestling
  - NJPW Real World Championship (2)
- Professional Wrestling Hall of Fame and Museum
  - Classe del 2007
- World Championship Wrestling (Australia)
  - IWA World Heavyweight Championship (1)
- World Wide Wrestling Federation
  - WWWF World Tag Team Championship (1) - con Rene Goulet
- World Wrestling Association (Los Angeles)
  - WWA World Tag Team Championship (1)
- Wrestling Observer Newsletter
  - Wrestling Observer Newsletter Hall of Fame (1996)